# رود مولودو
رود مولودو (انگلیسی: Molodo) یک رودخانه در استان یاقوتستان کشور روسیه است.